# Ürkütlü, Bucak
Ürkütlü là một thị trấn thuộc huyện Bucak, tỉnh Burdur, Thổ Nhĩ Kỳ. Dân số thời điểm năm 2010 là 901 người.